# Jan Adamec
Jan Adamec (* 19. srpna 1954 Chotěboř) je český fotograf a galerista působící v Pardubicích.

## Život
Jan Adamec se narodil v Chotěboři, od roku 1966 žije v Pardubicích. Fotografovat začal v roce 1975, vystavuje od roku 1983. Od roku 1998 vede Galerii FONS firmy Stapro v Pardubicích na Pernštejnském náměstí, která je primárně zaměřena na fotografii a pozapomínané autory, zvláště z Pardubic. Jan Adamec inicioval a spolupodílel se na všech výstavách, vytištěných katalozích a aktivitách, jež se týkají pardubické umělecké generace Starých psů, zabývá se také odkazem díla Vojmíra Vokolka. Mezi jeho nejznámější fotografické cykly patří Hráči, které nasnímal v pardubickém jazzovém klubu D29. Ale ještě před tím v průběhu 70. a počátku 80. let vznikaly reálně surreálné České výlohy. Jana Adamce ovlivnila humanistická fotografie zakladatelských osobností skupiny Magnum, ale také pouliční fotograf Paříže Eugen Atget. Adamec je dokumentátorem a v jistém slova smyslu archivářem kulturního dění Pardubic.

## Dílo
Jan Adamec od sedmdesátých let Vytvořil několik cyklů:
Vojmír je cyklem o práci a osobě malíře a sochaře Vojmíra Vokolka, se kterým byl v úzkém kontaktu od konce 70. let. Série obsahuje záznam několika instalací objektů VV v Rozhovicích, instalaci na hradě Pecka a na hradě Kunětická hora. Výběr z tohoto cyklu byl vystaven v Galerii města Plzeň na výstavě Vojmír Vokolek – Vlastimil Vokolek – Václav Vokolek. Nyní je umístěn v Památníku národního písemnictví v Praze.
České výlohy 80. a 90. let je soubor fotografií, který prostřednictvím záznamu výloh zachytil ponurou atmosféru dožívajícího reálného socialismu i to co po něm přežilo do počátku 90. let.
Tři portréti, cyklus portrétů generačních přátel, se kterými prožíval zejména období konce 70. a začátku 80. let a kteří žili mimo tehdy oficiálně prezentovanou společnost. Na něj navazuje i soubor Letmé podoby samoty, jež vznikal v průběhu dalších let. Soubor soustřeďuje divákovu pozornost k tvářím lidí, kteří nejsou mediálně známí. Žijí své jedinečné životní osudy, vepsané do jejich tváří.
Od roku 2001 spolupracoval s alternativní scénou – Divadlem 29. Tam vznikl rozsáhlý soubor Hráči. Těžištěm cyklu jsou akční portréty hudebníků, herců a performerů. Kromě toho příležitostně fotografoval pro Východočeské divadlo v Pardubicích, například fotografie z her Casanova na duchcovském zámku, Pan Hamilkar, Maria Callas, Nápadníci trůnu, Kočičí hra, Medea, Na miskách vah atd.
V letech 2004 a 2005 se účastnil fotografického workshopu, jehož cílem bylo zmapovat zanikající industriální architekturu Ostravy. Fotografie byly prezentovány na výstavách Ostrava – periferie nebo co? v Dole Michal a v Galerii Fiducia v Ostravě a ve stejnojmenném katalogu. V posledních letech se věnoval cyklu fotografií z galerií vystavených v roce 2018 pod názvem Otevřeno.
Od roku 1998 vede v Pardubicích Benefiční galerii FONS firmy Stapro s. r. o. zaměřenou na současné výtvarné umění a fotografii. Jeho fotografie najdete také v řadě knih beletristických, básnických i faktografických. Například: Miloš Vodička Čarodějnice z Blois, Jméno Vokolek, Alva Hajn ve vzpomínkách a fotografiích (s Bohdanem Holomíčkem). Publikoval také v katalozích Shakespeare ve fotografii nebo Příběhy fotografů a v časopisech, Tvar – Letmé podoby samoty s textem Václava Vokolka a v časopise Veronica – … a odděluje světlo od tmy, text Tomáš Mazáč.

### České výlohy
- „V roce 1976 jsem pořídil první snímek výlohy v Pardubicích i já. Při jedné večerní procházce jsem zůstal stát jako u vytržení před výlohou, která ještě nebyla dokončena, ale nebylo možné ji přesto minout bez povšimnutí. Byl v ní zavěšen plakát k volbám s patřičně stupidním sloganem. Za ním stály ve výloze neoblečené panny a ze stropu visely vlasce, takže scéna vypadala jako loutkové divadlo. Všechno bylo náhodou dokonale osvětleno a stačilo jen zmáčknout spoušť. Od toho dne se staly výlohy mým novým fotografickým tématem. Cyklus výloh je vlastně spíš sbírkou a tak jako každá jiná sbírka vznikal dlouho. Ale každá fotografie je svým způsobem úlovek. Muselo se na něj totiž trpělivě čekat, sledovat proměny výloh a pak nakonec nejkrásnější exempláře nepropást. Část cyklu snad svědčí i o tom, že se v osmdesátých letech začal vracet humor a tvořivost. Čas od času se aranžérům opravdu podařilo udělat výlohu, která sice mohla být kouzlem nechtěného a Štýrského surrealismem všedního dne, ale spíš jsem v pokušení si myslet, že nejzdařilejší exempláře v mém cyklu byly naaranžovány coby zkouška, jak daleko lze v absurditě zajít.“ Jan Adamec (vlastní text k souboru fotografií Archivováno 24. 3. 2020 na Wayback Machine. ze 70. a 80. let)

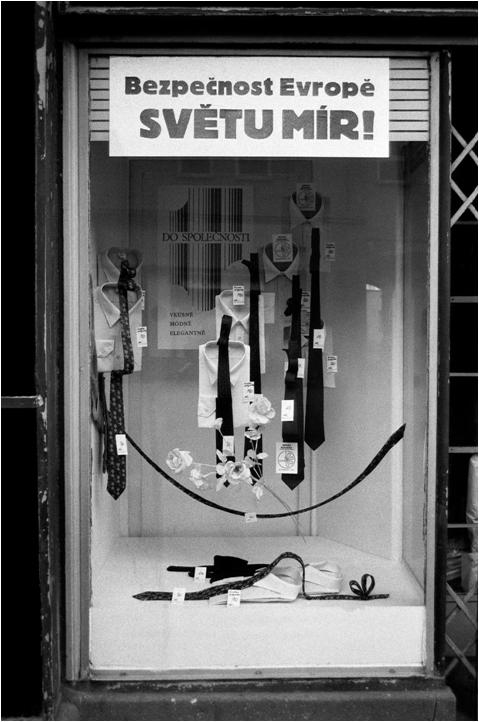
Jan Adamec České výlohy I (od 1976) fotografie
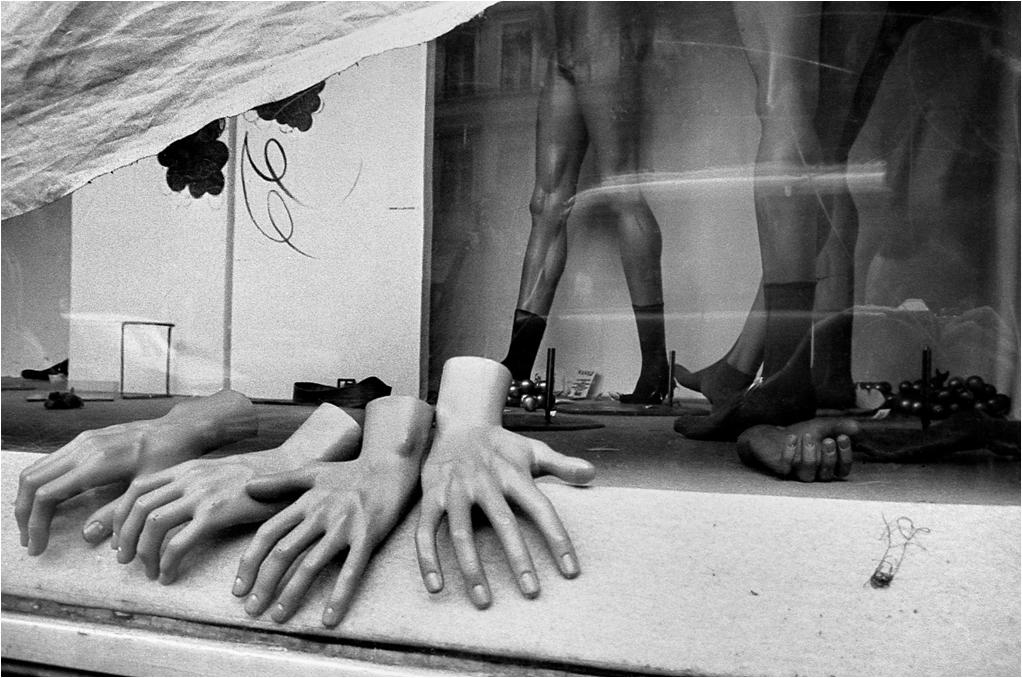
Jan Adamec České výlohy II (od 1976) fotografie
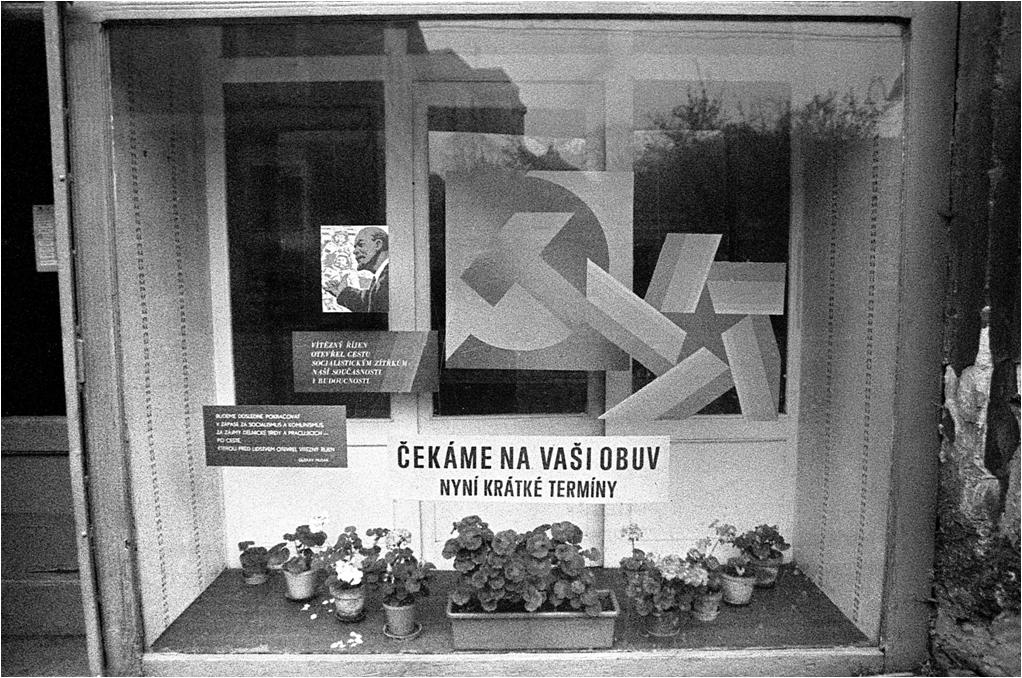
Jan Adamec České výlohy III (od 1976) fotografie
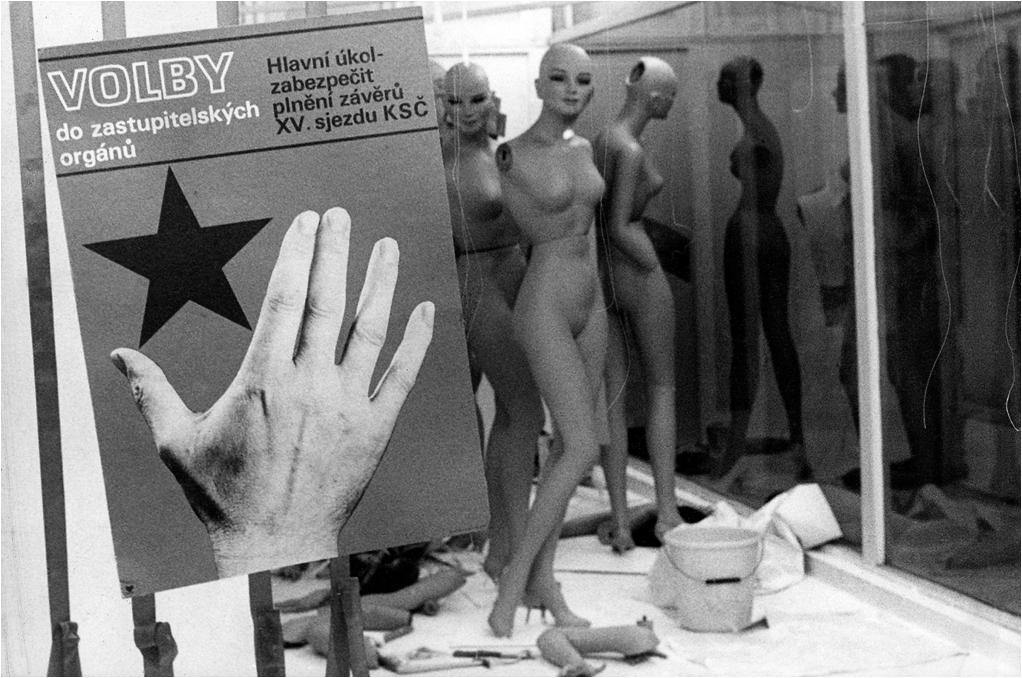
Jan Adamec České výlohy IV (od 1976) fotografie
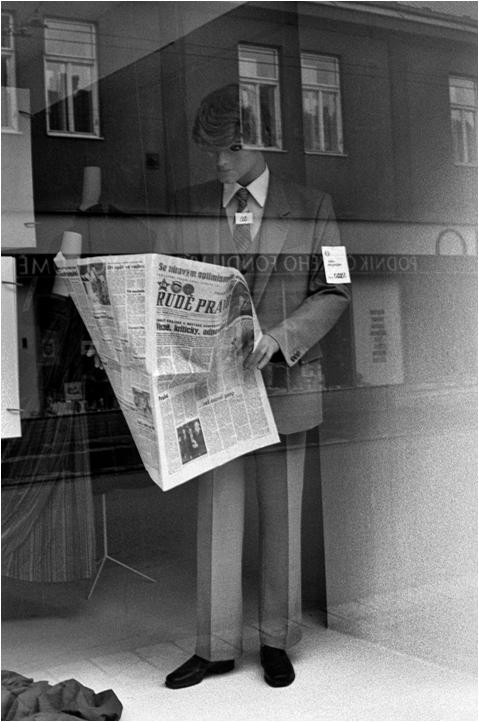
Jan Adamec České výlohy V (od 1976) fotografie

### 80. léta
- Fotografie broumovského Stanislava Pitaše, organizátora rockových koncertů, disidenta a signatáře Charty 77 ještě před jeho odsouzením za snižování vážnosti prezidenta Husáka, kdy se v Šonově pokouší pádlovat proti proudu na suchu.
- Pohled do prvního Adamcova privátu v Labské 30. Na fotografii interiéru lze na zdi rozeznat Oční happening v duchu Jana Steklíka, dokreslované Oči boží, diapozitivy nalepené na oknech na pauzáku jako na matnici, aby snímky nerušilo pozadí. A lze tušit Morgensternovu báseň Jak si šibeniční dítě zapamatuje jména měsíců. Listopad je buď Lenochod, Psychopad, Zblitopad, záleží na překladu. Ve všem tom minimalismu doby je pozoruhodné sledovat, čím vším osobním se člověk obklopoval, žádná instantní IKEA, vše vycházelo z velmi tvůrčího kulturního založení obyvatele bytu. Labská 30 dnes už nestojí, přestože tu kdysi po trávě chodili čápi, hned pod výhledem na Kuňku, pravá romantika. Adamec si tu zřídil první fotokomoru v přístavku, byť ne pod schody…[1]

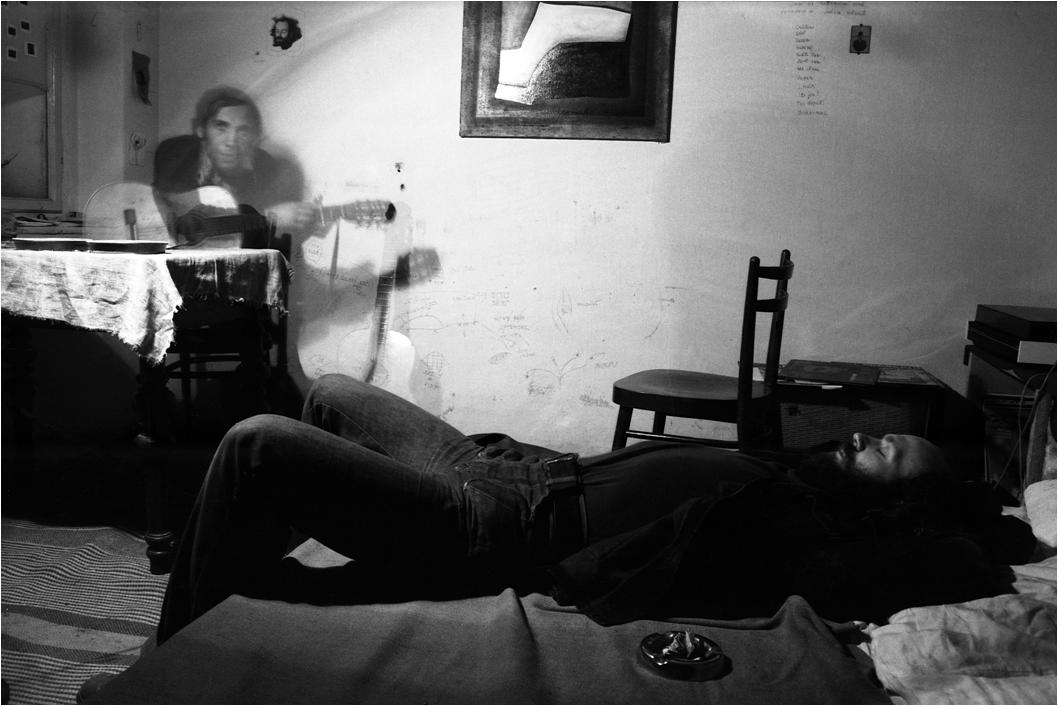
Jan Adamec Labská 30, Pardubice 80. léta Šonov
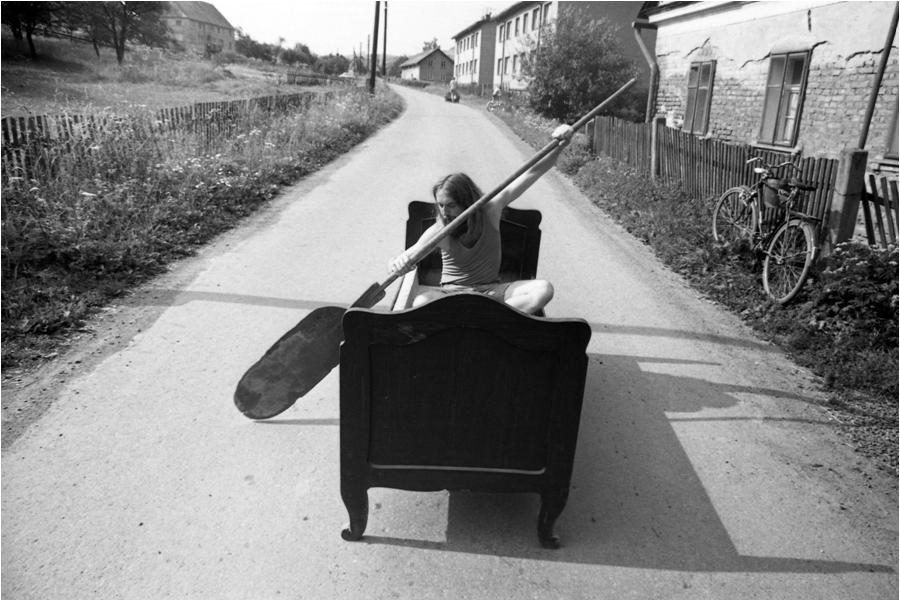
Jan Adamec Stanislav Pitaš, 80. léta
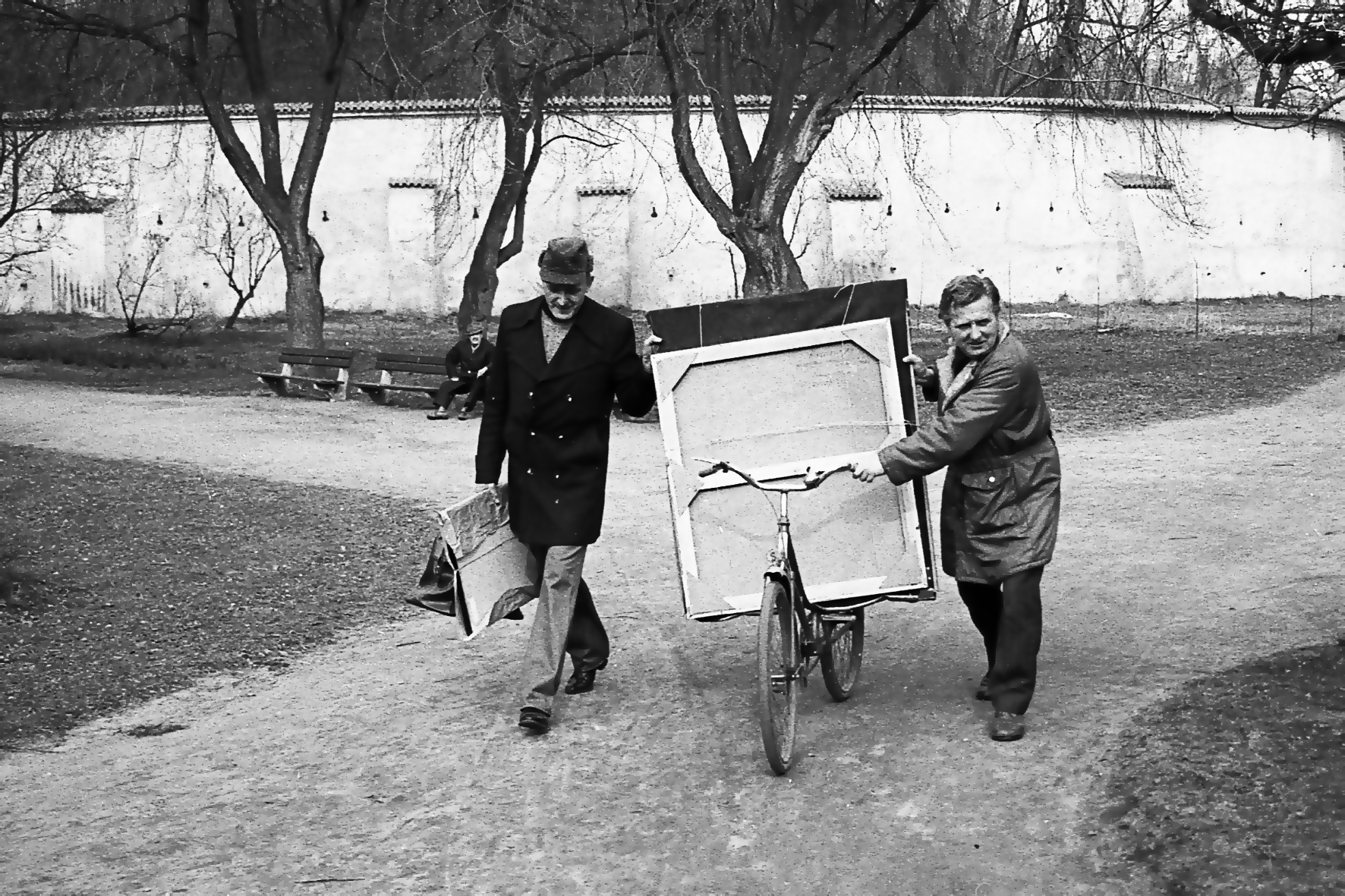
Jan Adamec Josef Procházka a Bedřich Novotný 1980

### Portréty
- Jan Steklík. Jan Adamec ke vzniku fotografie v pardubické nádražní restauraci říká: „Jan Steklík, to byl člověk, kterej po celej život vydržel dělat blbosti. Zastesklo se mi po sezení s ním u piva, protože to fakt byla prdel. Například výstavu Myši jsme vymysleli v hospodě na nádraží. Jednou jsem s ním podepisoval zápůjční smlouvu a on mi tam otiskl palec. To je pro mě důležitá relikvie, kdopak to má, daktyloskopiii Steklíka…“
- Jiří Lacina. „Jiří Lacina byl známý pardubický malíř, měl ateliér tam, kde je dnes Divadlo D29. Milan Langer mu jednou řekl: To tě přijde draho, Lacino! Výstavou Jiřího Laciny jsme otevírali v roce 1999 galerii FONS.“
- Laco Déczi. Fotografie patří do série Hráči. Jan Adamec ke vzniku fotografie: „Laco Déczi je jedním z důležitých hráčů, které jsem po léta fotografoval v D29. To bylo úžasný, stačilo mi přejít silnici a potkal jsem tam celý svět.“
- Milan Langer. „Milan a jeho doutníček. Když vystavoval v Pardubicích, vždycky kvůli němu přišla a přijela spousta lidí. Jednou mu výstavu zahajoval brněnský teoretik Jiří Valoch, který strašně dlouho mluvil. Milan k němu přišel a řekl: Tak co s tebou, Valochu?, čímž jeho monolog ukončil.“[1]
- Václav Vokolek z textu Letmé podoby samoty: Fotografie Jana Adamce jsou programově asketické. Soustředěné na vnitřní poselství, které se ukrývá na černobílé ploše, za kompozičně narežírované stíny, v náhlém oslnění světla. Jsou to reálné příběhy černé a bílé, zčásti napovězené a nezvykle lidské. V dotecích světla se odrážejí náznaky osudů, jemná přediva vztahů se na obrazové ploše splétají do podivné hádanky. Jsme to my? Naštěstí jsou to jen fotografie. Velice zdařilé fotografie.[1]

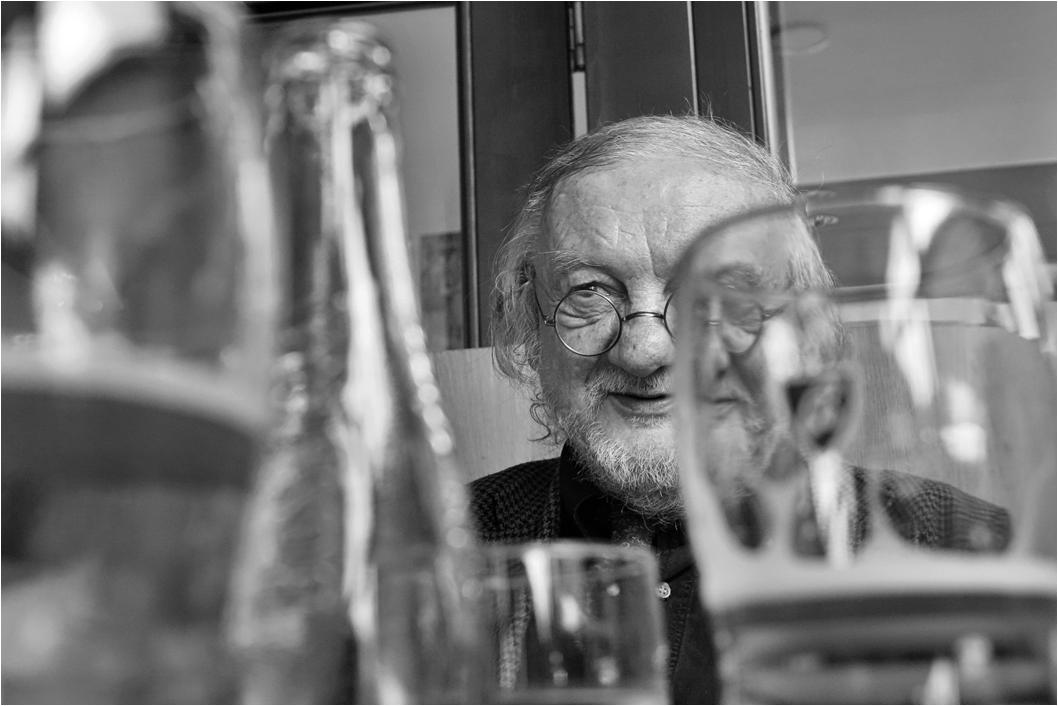
Jan Adamec Jan Steklík Nádražní restaurace v Pardubicích asi 2016
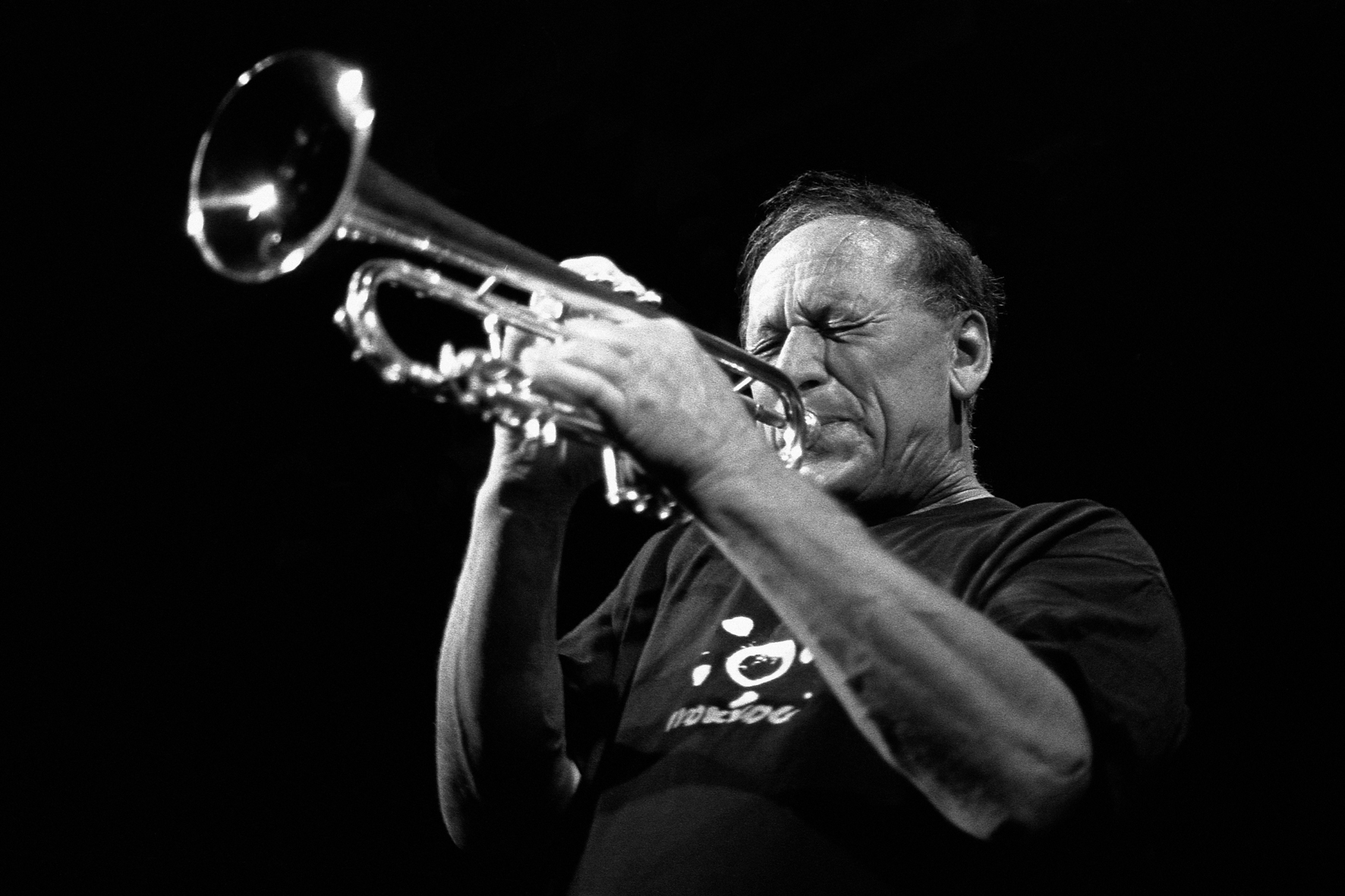
Jan Adamec Hráči Laco Déczi
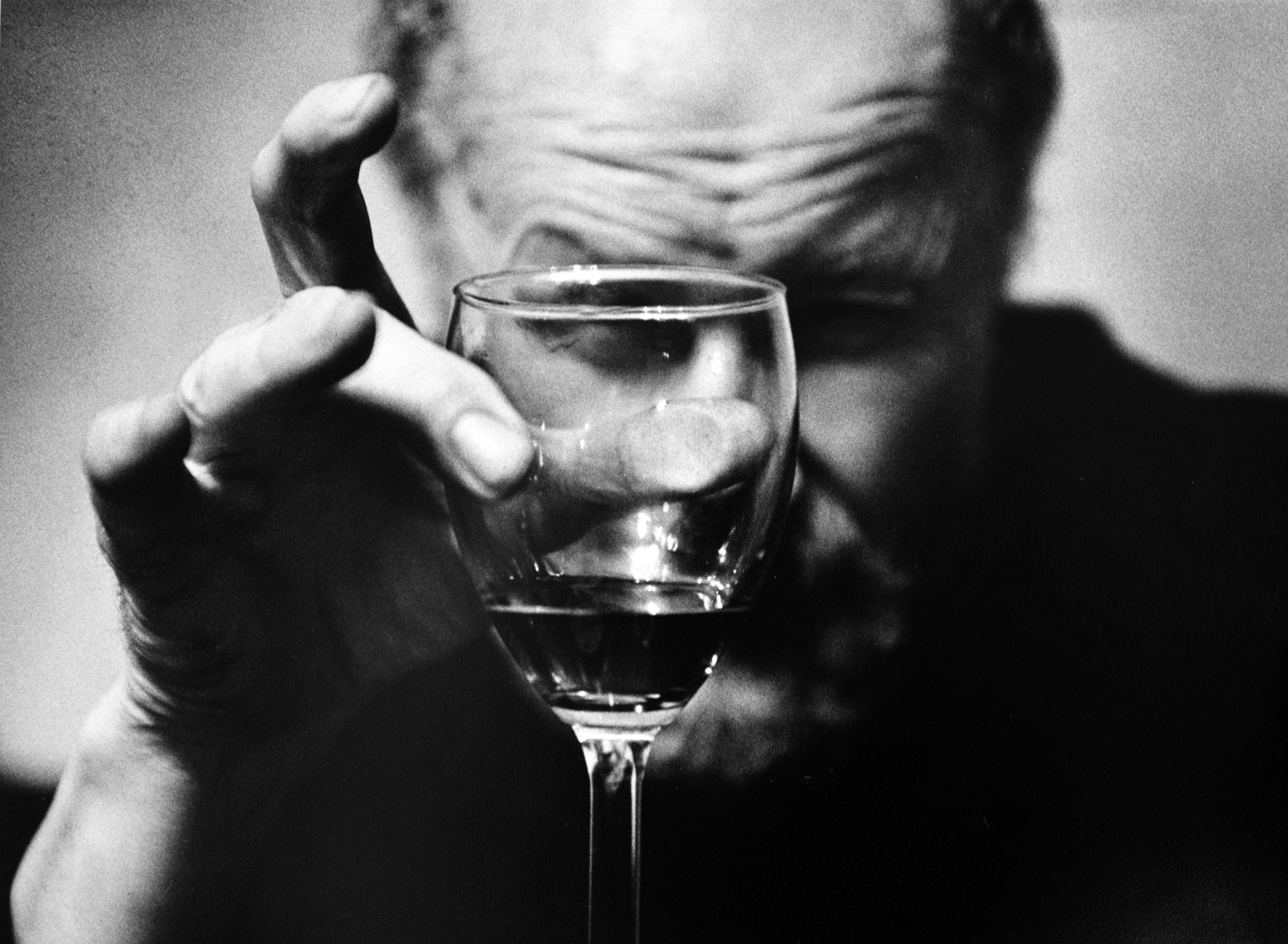
Jan Adamec Jiří Lacina 90. léta
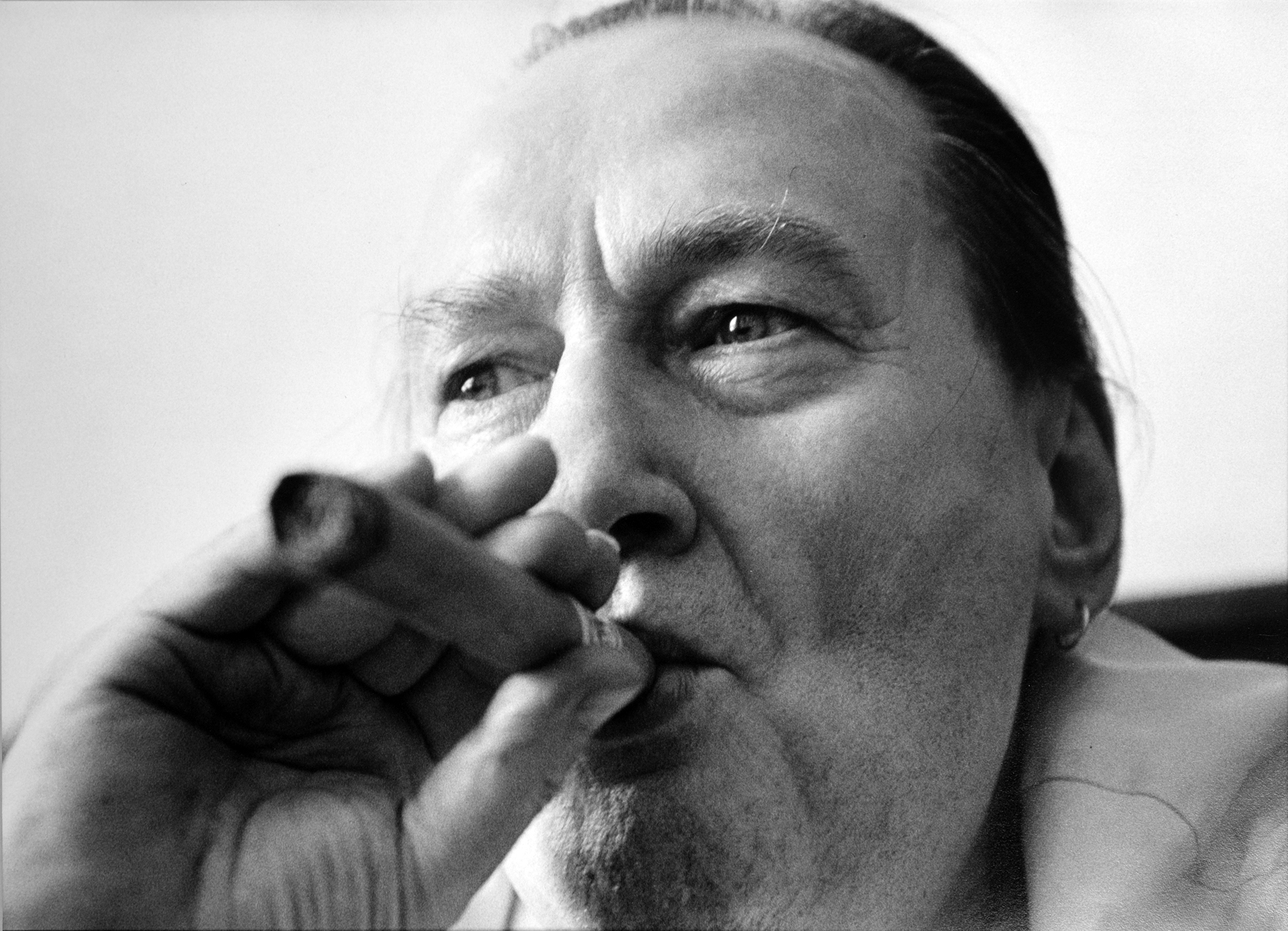
Jan Adamec Milan Langer okolo roku 2000
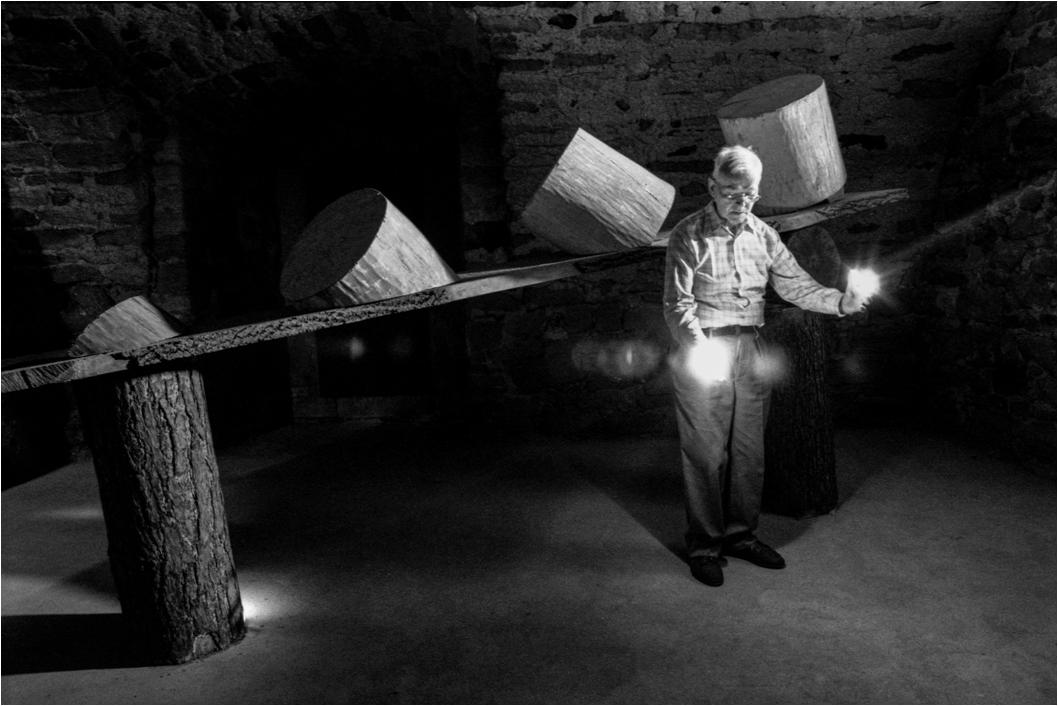
Jan Adamec Vojmír Vokolek instalace na hradě Kunětická Hora 1999

### Volný cyklus Ticho
- Benátky. Jan Adamec: „Jedna z prvních cest za uměním nás vedla po roce 1989 samozřejmě do Benátek, kde se pravidelně koná Bienále. Tento snímek je hned z počátku devadesátých let.“
- Terasa. Jan Adamec: „To je terasa v Sovových mlýnech, kde je Museum Kampa Medy Mládkové. Sklem terasu obložil Václav Cígler. Musel jsem tam přijít opravdu brzy ráno, aby se tam takhle odráželo nebe a nebyli tam lidi.“
- Rumunsko 2007. Jan Adamec: „V Rumunsku jsem v roce 2007 neodolal téhle hornaté krajině s jinovatkou rozprostřenou jako krajka a uhánějícím koněm.“[1]

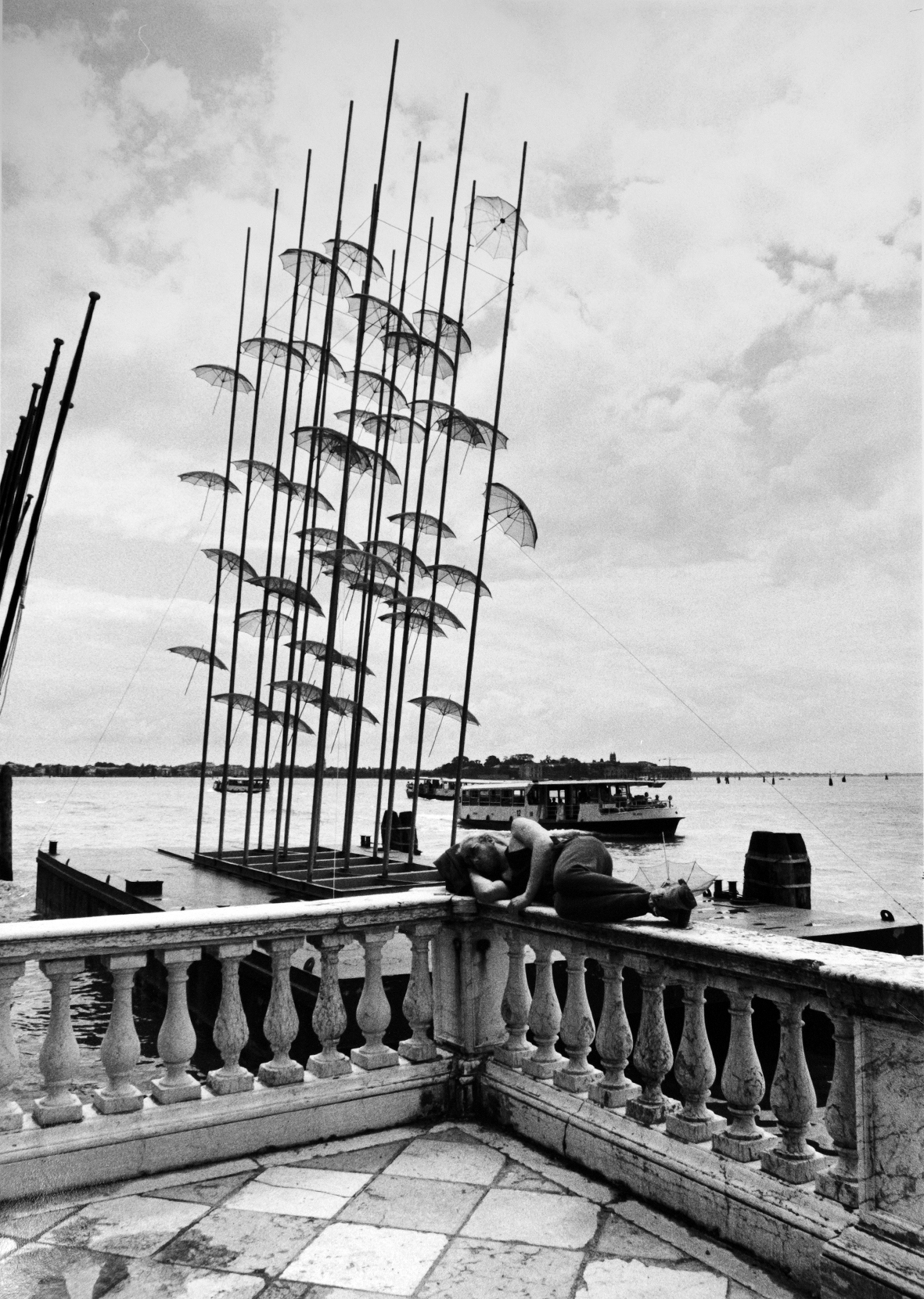
Jan Adamec Benátky, 90. léta
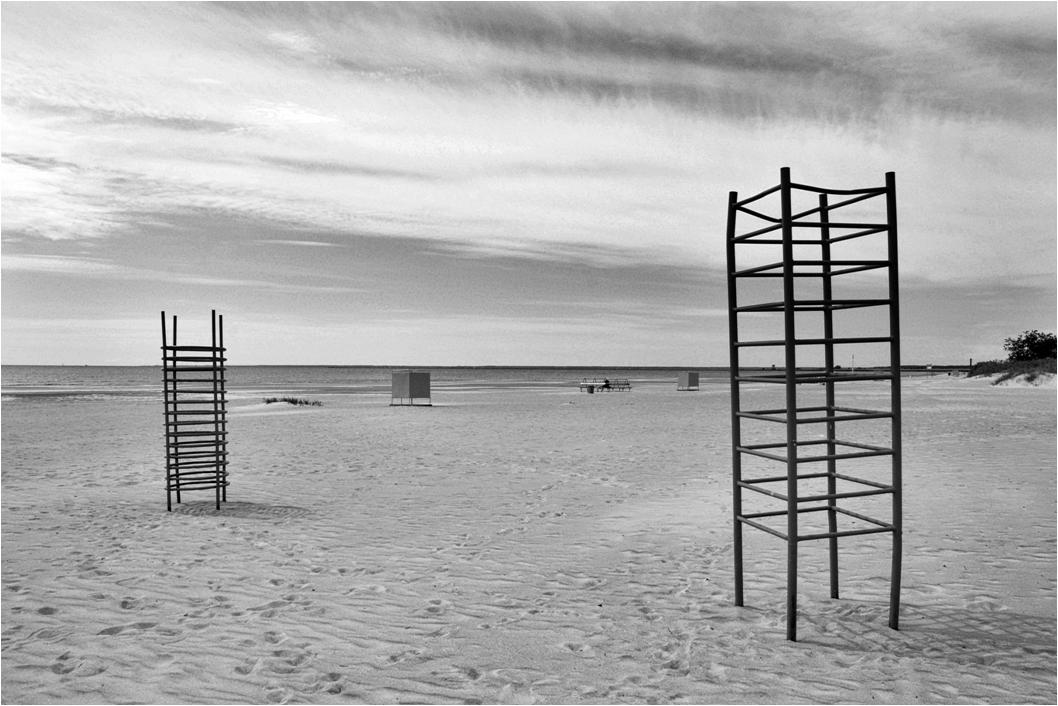
Jan Adamec Ticho, fotografie
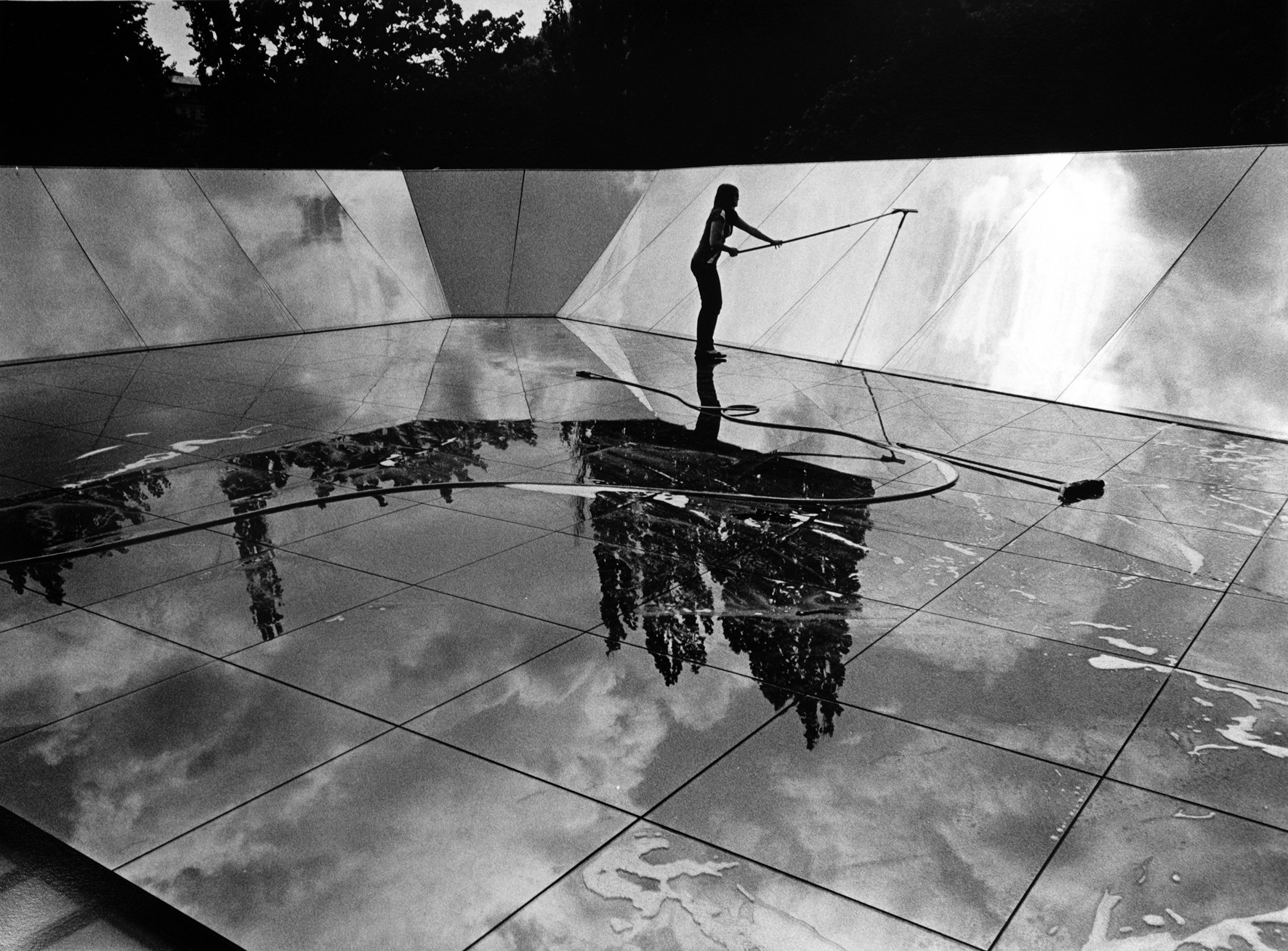
Jan Adamec Terasa Museum Kampa
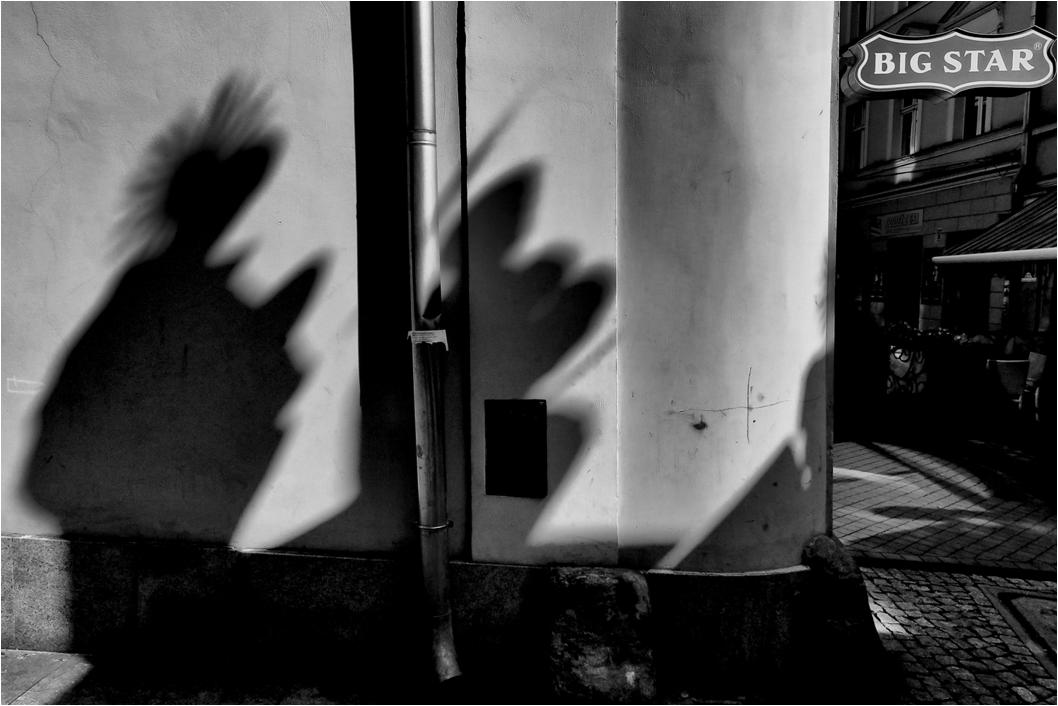
Jan Adamec Big Star fotografie
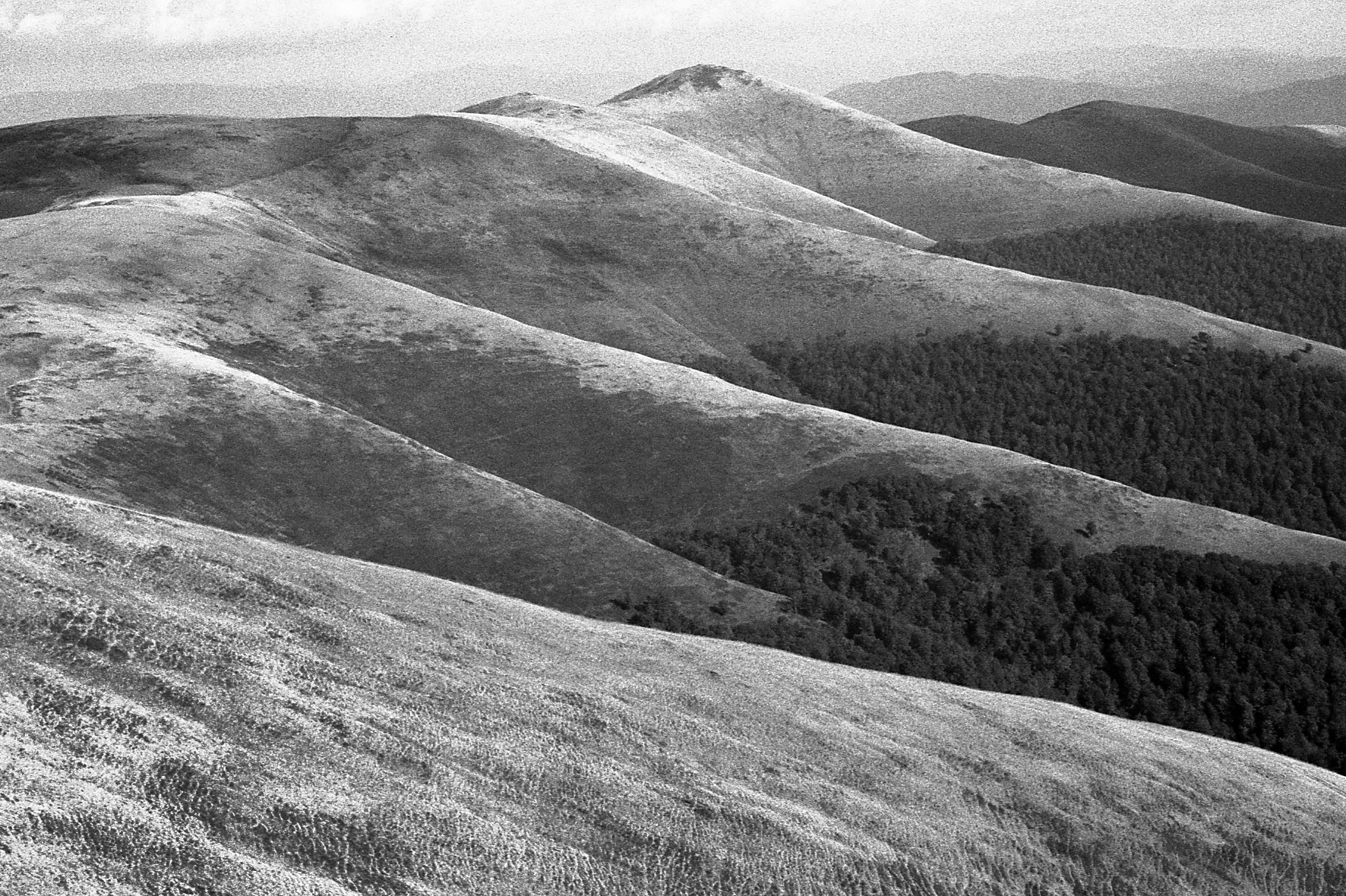
Jan Adamec Ukrajina 1997

### Výstavy (výběr)[1]
- 1982–84 několik samostatných jednodenních výstav „Na plotě“ v zahradní restauraci v Drozdicích
- 1987 Divadelní fotografie – Východočeské divadlo Pardubice
- 1989 Výstava na setkání Maďarské nezávislé iniciativy u Budapešti
- 2000 „Tři portréti“ – Galerie FONS Pardubice
- 2002 České výlohy 80. a 90. let – K-Klub Jičín
- 2003 České výlohy 80. a 90. let – Galerie FONS Pardubice
- 2003 České výlohy 80. a 90. let – Cuba Libre Hradec Králové
- 2005 Hráči – Klub Újezd Praha
- 2006 Letmé podoby samoty – Galerie T23, Brno
- 2007 Players – Franjo studio Amsterdam, Nizozemí
- 2008 Fotografie – Klub Újezd Praha
- 2008 Hráči – Cuba Libre Hradec Králové
- 2009 Hráči – Moravské divadlo Olomouc
- 2012 Gracze – Galeria Impart Wrocław, 48. Festival Jazz nad Odrou
- 2016 Mozaika – 16 pardubických fotografů, Východočeská galerie v Pardubicích
- 2018 Otevřeno – Galerie Dvojdomek, Heřmanův Městec
- 2019 Jan Adamec Fotografie Galerie města Pardubice

### Účast na výstavách (výběr)[1]
- 2005 Ostrava – periferie nebo co? – Galerie Fiducia Ostrava
- 2006 Czeska piwnica – Lublin, Polsko
- 2008 Czeska fotografia – Galeria Akademickiego Centrum kultury UMCS Lublin, Polsko
- 2009 Hráči – Galerie moderního umění Hradec Králové
- 2013 „2 : 1“ (Jan Adamec, Pavel Šmíd, Radek Kalhous), Galeria Sztuki Aktualnej, Wroclaw
- 2016 Mozaika – 16 pardubických fotografů, Východočeská galerie v Pardubicích
- 2018 Trois Bohême (s Pavlem Šmídem a Vítkem Ondráčkem), Galerie „La Menuiserie“ Rodez, Francie

### Publikace
Vybrané publikace podle zdroje:
- 1992 Fotografie k básnické sbírce Miloše Vodičky Čarodějnice z Blois
- 2000 Fotografie pro katalog výstavy Vojmír Vokolek ve VČ Galerii v Pardubicích
- 2002 Zpěv z potopy – fotografie pro katalog k výstavě Vojmíra Vokolka v Bystřici pod Hostýnem
- 2003 Katalog k výstavě Shakespeare ve fotografii
- 2003 Časopis Tvar – Letmé podoby samoty (text Václav Vokolek)
- 2005 Časopis Veronica – … a odděluje světlo od tmy (text Tomáš Mazáč)
- 2006 Ostrava – periferie nebo co? – skupinový katalog z workshopů mapujících industriální architekturu staré Ostravy
- 2007 Příběhy fotografů
- 2008 Czeska fotografia – katalog ke společné výstavě v Lublinu (Pl)
- 2011 Jméno Vokolek, Torst
- 2012 Players / Gracze – katalog k výstavě na festivalu Jazz nad Odrou ve Wroclawi
- 2014 Alva Hajn ve vzpomínkách a fotografiích (s Bohdanem Holomíčkem)